# Nikolay Przhevalsky
Nikolay Mikhaylovich Przhevalsky (tiếng Nga: Никола́й Миха́йлович Пржева́льский; 12/4/1939- 1/11/1888) là một nhà địa lý học người Nga được biết đến với các cuộc thám hiểm và nghiên cứu tại các khu vực Trung Á và Đông Á.

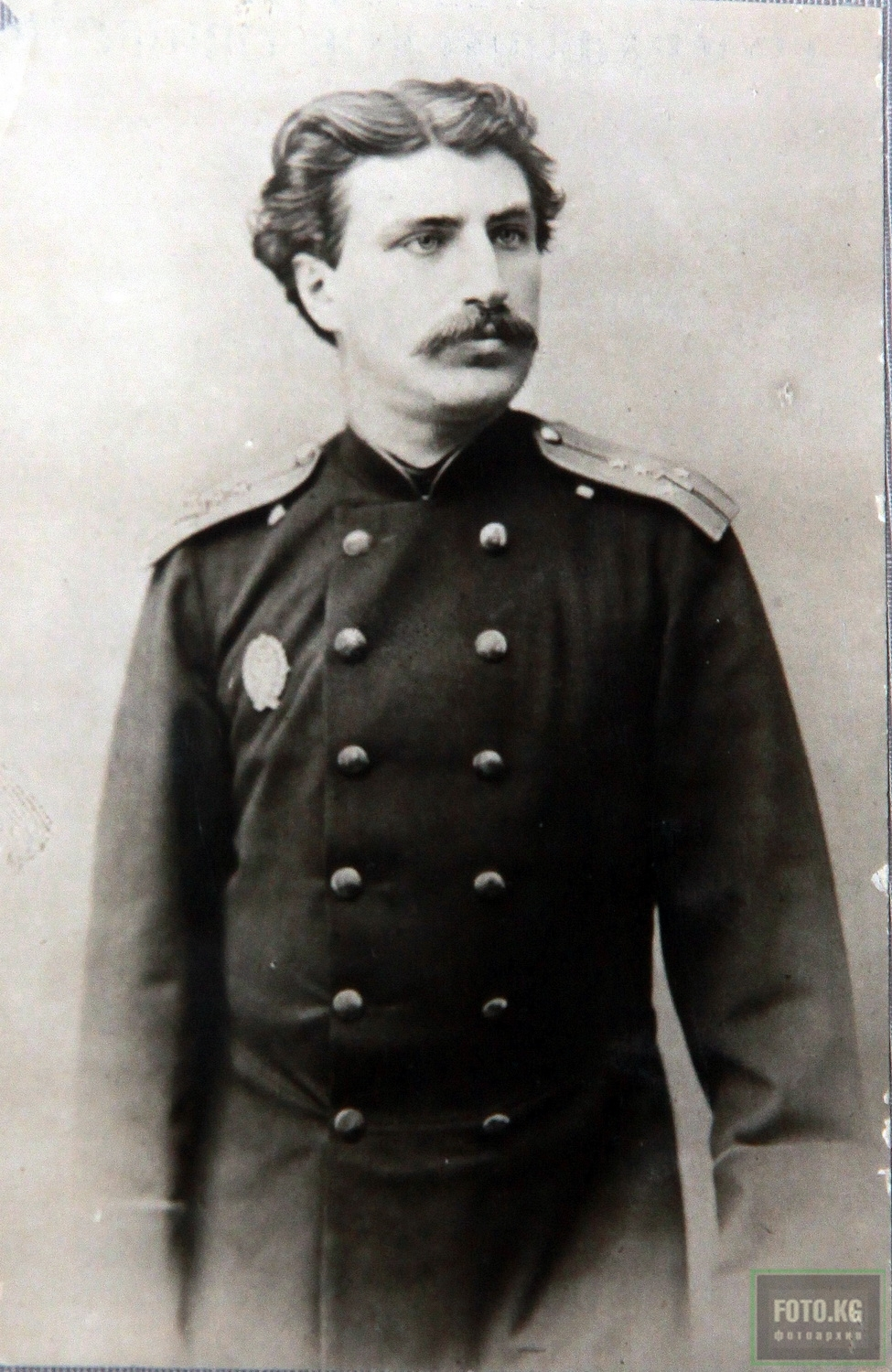
Nikolay Przhevalsky năm 1860 (21 tuổi)

Mặc dù không bao giờ đạt được mục tiêu cuối cùng của mình là đến thành phố linh thiêng Lhasa ở Tây Tạng nhưng ông đã đi qua các vùng mà phương Tây chưa hề biết đến, chẳng hạn như khu vực miền bắc Tây Tạng (Khu tự trị Tây Tạng ngày nay), Amdo (nay là Thanh Hải) và Dzungaria (nay là bắc Tân Cương). Ông đã có những đóng góp đáng kể vào kho tri thức của châu Âu về địa lý Trung Á.
Ông cũng mô tả một số loài động vật trước đây chưa được khoa học châu Âu biết đến: ngựa Przewalski, linh dương Przewalski và lạc đà hai bướu hoang dã tất cả chúng hiện đều đang có nguy cơ bị tuyệt chủng
Ông là thầy của Pyotr Kozlov.

## Tiểu sử
Przhevalsky được sinh ra tại Smolensk trong một gia đình quý tộc người Belarus hoặc Ukraine  (tên tiếng Ba Lan là Przewalski), và theo học tại đó và tại học viện quân sự ở St.Petersburg. Năm 1864, ông trở thành giáo viên địa lý tại trường quân sự ở Warsaw.
Năm 1867, Hiệp hội Địa lý Nga đã chấp thuận lời đề nghị của Przhevalsky và ông được cử đến Irkutsk, miền trung Siberia. Mục đích chính của ông là khám phá lưu vực sông Ussuri, một phụ lưu chính của sông Amur trên biên giới Nga - Trung. Đây là chuyến thám hiểm quan trọng đầu tiên của ông. Nó kéo dài hai năm, sau đó Przhevalsky xuất bản một cuốn nhật ký về cuộc thám hiểm với tiêu đề, Những chuyến du hành trong Vùng Ussuri, 1867–69.
Người học trò nổi tiếng nhất của ông là Pyotr Kozlov, người đã phát hiện ra tàn tích của thành phố Khara-Khoto của người Đảng Hạng trong Biểu ngữ Ejin của Liên đoàn Alxa ở phía tây Nội Mông, gần Lưu vực hồ Juyan.

## Những chuyến thám hiểm xa hơn
Trong những năm tiếp theo, ông đã thực hiện bốn cuộc hành trình đến Trung Á:
- 1870-1873, từ Kyakhta, ông vượt qua sa mạc Gobi đến Bắc Kinh để khám phá thượng nguồn sông Dương Tử. Năm 1872, đoàn vượt qua Tây Tạng. Ông đã khảo sát một diện tích hơn 7.000 dặm vuông anh (18.000 km2). Thu thập và mang về 5.000 loài thực vật, 1000 loài chim, 3000 loài côn trùng cũng như 70 loài bò sát và da của 130 loài động vật có vú khác nhau.[1] Przehevalsky được Hiệp hội địa lý Hoàng gia trao tặng Huân chương Constantine, thăng cấp trung tướng, được bổ nhiệm vào Bộ tổng tham mưu của Sa hoàng và nhận Huân chương thánh Vladimir, hạng 4.

Trong chuyến thám hiểm của mình, Cuộc nổi dậy Dungan (1862–77) đang hoành hành ở Trung Quốc. Cuộc hành trình đã cung cấp cho Bộ Tổng tham mưu những thông tin tình báo quan trọng về một cuộc nổi dậy của người Hồi giáo và sự thành lập vương quốc A Cổ Bách ở miền tây Trung Quốc. Phần thuyết trình của ông trước Hiệp hội Địa lý Hoàng gia Nga đã nhận được "tràng pháo tay như sấm" trước hang loạt kháng thính giả. Tờ báo Nga Golos Prikazchika đã gọi hành trình này là "một trong những hành động táo bạo nhất trong thời đại của chúng ta".
- ·1876–1877 đi qua Đông Turkestan với dãy Thiên Sơn, ông đã đến một nơi mà ông cho là Hồ Thanh Hải, nơi được cho là chưa từng được người châu Âu nào ghé đến kể từ thời Marco Polo.  Đoàn thám hiểm bao gồm mười người, hai mươi bốn con lạc đà, bốn con ngựa, ba tấn hành lý với kinh phí là 25.000 rúp, nhưng đoàn thám hiểm đã bị ảnh hưởng bởi dịch bệnh và những con lạc đà kém chất lượng. Vào tháng 9 năm 1877, đoàn lữ hành đã được tân trang lại với những con lạc đà và ngựa chất lượng tốt hơn, 72.000 viên đạn dược và một lượng lớn rượu mạnh, trà và các món khoái khẩu Thổ Nhĩ Kỳ và lên đường đến Lhasa, nhưng không đạt được mục tiêu. · 1879–1880 vượt qua  Hami và Lưu vực Qaidam đến Hồ Thanh Hải. Đoàn thám hiểm sau đó vượt qua Thiên Sơn vào Tây Tạng, tiến đến trong vòng 260 km (160 dặm) của Lhasa trước khi bị các quan Tây Tạng từ chối.  ·1883–1885 từ Kyakhta băng qua sa mạc Gobi đến Alashan và dãy núi phía đông Tian Shan, quay trở lại sông Dương Tử. Đoàn thám hiểm sau đó quay trở lại hồ Thanh Hải và di chuyển về phía tây đến Hotan và Issyk Kul.

Kết quả của những cuộc hành trình này đã mở ra một kỷ nguyên mới cho việc nghiên cứu địa lý Trung Á cũng như các nghiên cứu về hệ động thực vật của khu vực rộng lớn này mà những người phương Tây cùng thời với ông còn ít được biết đến. Ông đã mô tả chủng ngựa Przewalski và linh dương Przewalski. Cả hai giống loài đều được đặt theo tên của ông. Ông cũng mô tả một quần thể hoang dã lạc đà Bactrian. Vào thế kỷ 21, lạc đà Bactrian hoang dã được chứng minh là một loài riêng biệt với lạc đà hai bướu. Các tác phẩm của Przhevalsky bao gồm năm quyển sách lớn viết bằng tiếng Nga và hai bản dịch tiếng Anh: Mông Cổ, Đất nước Tangut, và Cô độc của Bắc Tây Tạng  (1875) và Từ Kulja, Băng qua Thiên Sơn đến Lob-Nor (1879). Hiệp hội Địa lý Hoàng gia đã trao tặng ông Huy chương Vàng của Người sáng lập vào năm 1879 cho những đóng góp của ông.
Przhevalsky qua đời vì bệnh sốt phát ban không lâu trước khi bắt đầu cuộc hành trình thứ năm của mình, tại Karakol trên bờ biển Issyk Kul thuộc địa phận Kyrgyzstan ngày nay. Ông mắc bệnh thương hàn ở sông Chu, được thừa nhận là bị nhiễm bệnh. Sa hoàng ngay lập tức đổi tên thị trấn thành Przhevalsk. Cho dựng những tượng đài của ông và một bảo tàng về cuộc đời và sự nghiệp của Przhevalsky ở đó và một tượng đài khác ở St.Petersburg. 

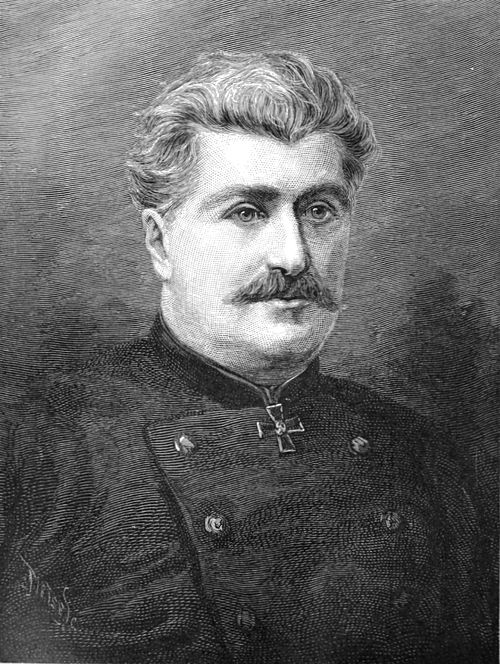
Phác thảo của Nikolay Przhevalsky trong tạp chí Khoa học Phổ thông hàng tháng, Tập 30, tháng 1, 1887

Chưa đầy một năm sau khi qua đời, Mikhail Pevtsov đã kế thừa những di sản của Przhevalsky và đứng đầu những chuyến thám hiểm vào sâu khu vực Trung Á. Sự nghiệp của Przhevalsky cũng được tiếp tục bởi một người học trò trẻ tuổi của ông là Pyotr Kozlov. 

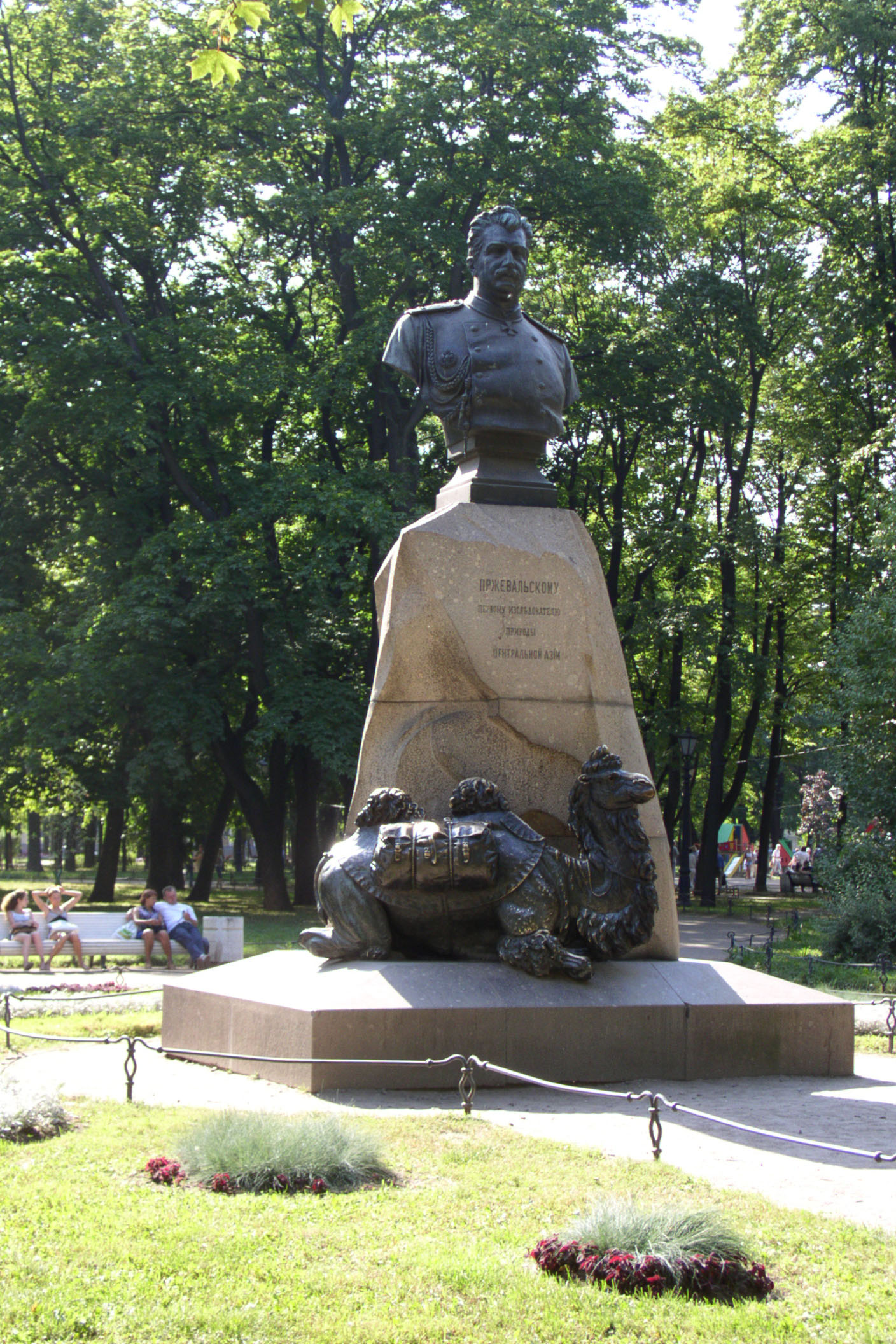
Tượng đài Nikolay Przhevalsky trong Vườn Alexander, Saint Petersburg

Có một nơi khác cũng được đặt theo tên của Przhevalsky: ông đã sống trong một ngôi làng nhỏ tên là Sloboda, Smolensk Oblast, Nga từ năm 1881-87 (ngoại trừ khoảng thời gian ông thực hiện các chuyến đi) và ông dường như yêu thích nó. Ngôi làng được đổi tên theo ông vào năm 1964 và bây giờ được gọi là Przhevalskoye. Ở đó có một khu tưởng niệm bao gồm những ngôi nhà cũ của Nikolay Przhevalsky, tượng bán thân, ao, vườn, những con hẻm bạch dương và khatka (nhà nghỉ, chòi canh). Đây là bảo tàng duy nhất của một nhà thám hiểm nổi tiếng ở Nga.
Przhevalsky được tưởng niệm khi tên ông được đặc cho chi thực vật Przewalskia (Solanaceae) Maxim. Tên ông cũng được đặt cho hơn 80 loài thực vật khác nhau.
Przhevalsky đồng thời được vinh danh trong tên khoa học của năm loài thằn lằn: Alsophylax przewalskii, Eremias przewalskii, Phrynocephalus przewalskii, Scincella przewalskii và Teratoscincus przewalskii.

## Những cáo buộc với tư tưởng chủ nghĩa đế quốc và những thành kiến
Theo đánh giá của David Schimmelpenninck Van Der Oye, các cuốn sách của Przhevalsky về Trung Á thể hiện thái độ coi thường của ông đối với "nền các nền văn minh phương Đông " - đặc biệt là Trung Quốc. Przhevalsky đã miêu tả rõ ràng người Trung Quốc là kẻ hèn nhát, bẩn thỉu và lười biếng trong phép ẩn dụ của mình, "sự pha trộn giữa một kẻ ăn cắp vặt ở Matxcơva và một tên kike ", về mọi mặt đều thua kém so với văn hóa phương Tây.   Ông cố ý lập luận rằng việc nắm giữ các vùng lãnh thổ phía bắc của Trung Quốc, đặc biệt là Tân Cương và Mông Cổ, là không bềnh vững, và Przhevalsky đã công khai kêu gọi Nga sáp nhập từng phần lãnh thổ của Trung Quốc. Przhevalsky nói rằng người ta nên khám phá châu Á với "một tay cầm súng carbine, tay kia cầm roi." 
Przhevalsky, cũng như các nhà thám hiểm đương đại khác bao gồm Sven Hedin, Francis Younghusband và Aurel Stein, là những đóng vai trò tích cực trong cuộc tranh đấu giành ảnh hưởng của Anh-Nga ở Trung Á, cái gọi là ván Cờ Lớn
Here you can penetrate anywhere, only not with the Gospels under your arm, but with money in your pocket, a carbine in one hand and a whip in the other. Europeans must use these to come and bear away in the name of civilisation all these dregs of the human race. A thousand of our soldiers would be enough to subdue all Asia from Lake Baykal to the Himalayas....Here the exploits of Cortez can still be repeated.
-Nikolay Przhevalsky ọn Asia
Tạm dịch:
Ở đây bạn có thể thâm nhập bất cứ nơi nào, không phải với quyển sách Phúc âm dưới cánh tay, mà là với tiền trong túi, một tay cầm súng carbine và một cây roi trong tay kia. Người châu Âu phải sử dụng những thứ này để đến và lấy đi từ những nền văn minh của những tên cặn bã của loài người. Một nghìn binh sĩ của chúng tôi là đủ để khuất phục toàn bộ châu Á từ Hồ Baykal đến dãy Himalaya.... Ở nơi đây chiến tích của Cortez sẽ có thể được lặp lại.
-Nikolay Przhevalsky ở châu Á

Định kiến của Przhevalsky cũng bao hàm đối với những người châu Á không phải là người Hán, khi mô tả thủ lĩnh người Tajik A Cổ Bách trong một bức thư như sau, "A Cổ Bách cũng giống như tất cả những người châu Á xấu tính khác. Đế chế Kashgarian không đáng một kopek. "  Przhevalsky cũng tuyên bố A Cổ Bách là "Không hơn gì một kẻ mạo danh chính trị," và cũng coi thường các đối tượng và lực lượng Hồi giáo của A Cổ Bách ở Kashgar, cho rằng họ "liên tục chửi rủa chính phủ của họ và bày tỏ mong muốn trở thành thần dân Nga. [... ] Người châu Á man rợ hiểu rõ sức mạnh của Nga là sự đảm bảo cho sự thịnh vượng của họ. " Những tuyên bố này được đưa ra trong một báo cáo, trong đó Przhevalsky khuyến nghị quân đội Nga chiếm tiểu vương quốc Kashgarian, nhưng chính phủ Nga không có hành động gì và Trung Quốc đã chiếm lại Kashgar. Giấc mơ chiếm đất từ Trung Quốc của Przhevalsky đã không thành hiện thực.
Przhevalsky không chỉ coi thường các nhóm dân tộc Trung Quốc, ông còn xem tám triệu dân không phải người Trung Quốc ở Tây Tạng, Turkestanvà Mông Cổ là những người không văn minh, lạc hậu về mặt tiến hóa, những người cần được khai phóng khỏi ách thống trị của Trung Quốc. Theo báo cáo, Przhevalsky đã sát hại một số dân du mục Tây Tạng.
Przhevalsky đề xuất chính phủ Nga nên kích động các cuộc nổi dậy của các dân tộc theo Phật giáo và Hồi giáo ở những khu vực này để chống lại Trung Hoa, bắt đầu chiến tranh với nhà Thanh, và với một số lượng nhỏ quân đội Nga đã giành quyền kiểm soát Turkestan từ tay nhà Thanh.

## Đời tư
Przhevalsky được biết là có mối quan hệ tình cảm với Tasya Nuromskaya, người mà anh gặp ở Smolensk. Theo một truyện kể, trong lần gặp cuối cùng của họ, Nuromskaya đã cắt bím tóc của mình và đưa nó cho anh ta, nói rằng bím tóc sẽ đi cùng anh ta cho đến khi họ kết hôn. Cô chết vì say nắng trong khi Przhevalsky vẫn đang tiến hành một chuyến thám hiểm.
Một người phụ nữ khác các ảnh hưởng trong cuộc đời của Przhevalsky là một cô gái trẻ bí ẩn có bức chân dung cùng với một đoạn thơ được tìm thấy trong album của Przhevalsky. Trong bài thơ, cô yêu cầu anh ở lại với cô và không đi đến Tây Tạng, điều mà anh đã trả lời trong nhật ký của mình: "Tôi sẽ không bao giờ phản bội lại lý tưởng mà tôi đã cống hiến cả đời. Ngay sau khi tôi viết mọi thứ cần thiết, tôi sẽ trở lại sa mạc... nơi tôi sẽ hạnh phúc hơn nhiều so với các cửa tiệm mạ vàng mà có thể có được bằng một cuộc hôn nhân ".

## Lời đồn
Có một truyền thuyết đô thị rằng Joseph Stalin là con trai ngoài giá thú của Nikolay Przhevalsky. Câu chuyện dựa trên sự giống nhau trên khuôn mặt của cả hai người, tranh cãi về ngày sinh chính thức của Stalin (tuyên bố rằng ông sinh ngày 6 tháng 12 năm 1878 thay vì ngày 21 tháng 12 năm 1879,) và rằng trong giai đoạn cuối của mình, Stalin đã có sự quan tâm đặc biệt đối với các tư liệu về Przhevalsky, nhiều cuốn sách và chuyên khảo đã được xuất bản ở Liên Xô và các nước Cộng sản Đông Âu (điều này hiếm khi xảy ra đặc biệt là tư liệu đề cập đến các nhà khoa học thời Nga hoàng,) bách khoa toàn thư của Liên Xô đã miêu tả Przhevalsky rất giống với Stalin, người ta đồn rằng Stalin bằng một cách kín đáo đang bày tỏ lòng kính trọng đối với người cha ruột của mình. M. Khachaturova, một cư dân tại Tbilisi tình cờ biết được một bà già giấu tên, người đã mang bí mật được coi là người tố giác chuyện về việc mẹ của Stalin bị cáo buộc ngoại tình. Nhật ký của Przhevalsky, nếu nó từng tồn tại, được đồn đại là đã biến mất khỏi kho lưu trữ trong những ngày đầu Stalin lên nắm quyền vì sự nghiệp của Đảng Cộng sản, đặc biệt là khi ở cấp cao nhất sẽ gây rắc rối cho những người có dòng máu quý tộc. Có những tuyên bố không có cơ sở chứng minh rằng một số sổ tài khoản năm 1881 chứa các ghi chú ngắn gọn về việc chuyển tiền từ Przhevalsky đến mẹ của Stalin. Tuy nhiên, các chuyến thăm của Przhevalsky đến Georgia đều không được ghi lại. G. Egnatashvili, một người bạn của Jughashvilis (cha của Stalin) đã không còn nhớ bất cứ điều gì ủng hộ cho giả thuyết này. Trong thời kỳ Stalin, bất kỳ cuộc nói chuyện nào liên quan đến tổ tiên và thời thơ ấu của ông là điều cấm kỵ, nhưng sự dữ dội mà câu chuyện đã bị lật tẩy sau cái chết của Stalin với toàn bộ sách chuyên khảo được viết để bác bỏ các già thuyết (cho đến những năm 2010,) cũng là được một số người coi là bằng chứng thêm về tính xác thực của tư liệu về tình một đêm được cho là của Przhevalsky. Một phiên bản được phát triển một cách hài hước của huyền thoại này xuất hiện trong Cuộc đời và những cuộc phiêu lưu phi thường của binh nhì Ivan Chonkin (Quyển 3) của Vladimir Voinovich.

## Phim ảnh
- Một bộ phim chính kịch của Liên Xô năm 1951 đã diễn tả cuộc đời và sự nghiệp của Przhevalsky.[20]